# Abu Ghausz
Abu Ghausz, Abu Gosz (arab. أبو غوش; hebr. אבו גוש) – samorząd lokalny położony w Dystrykcie Jerozolimy, w Izraelu.

## Położenie
Leży w Górach Judzkich w odległości około 10 km na zachód od Jerozolimy, w otoczeniu miasteczka Kirjat Je’arim, wiosek Kefar ha-No’ar Kirjat Je’arim, Ajn Rafa i Ajn Nakkuba, moszawów Bet Nekofa i Jad ha-Szemona, oraz kibuców Ma’ale ha-Chamisza i Kirjat Anawim.

## Historia
Mimo iż pierwsze ślady życia osiadłego mają 6000 lat, osada w obecnej swej formie została założona w 1520 roku na ruinach biblijnego miasta Kirjat Je’arim. Miejsce to jest często wzmiankowane w Biblii jako graniczny punkt między terytoriami plemiennymi pokoleń Beniamina i Judy. Według starotestamentalnych ksiąg 1 Samuela 6:21-7:1 oraz 1 Kronik 13:5-8, w tutejszym domostwie Abinadaba, przez 20 lat przechowywano Arkę Przymierza. Historia przeniesienia Arki do Jerozolimy opisana jest w 2 Samuela 6:1-23; 1 Kronik 13:1-14; 15:1-16,43. W późniejszych wiekach osada przesunęła się ze szczytu wzgórza do doliny.
W I wieku Rzymianie założyli tu fort dla oddziałów X Legionu (Fretensis). Z tego okresu zachował się rezerwuar wodny, na którego północnym murze można odczytać inskrypcję „Vexillatio leg[ionis] X Fre[tensis]”. Uważa się, że żołnierze tego legionu brali udział w ukrzyżowaniu Jezusa Chrystusa.
W okresie panowania Bizancjum, w V wieku wybudowano tutaj kościół, zniszczony w 614 roku podczas najazdu perskiego. Po okresie panowania arabskiego, w 1099 roku wioskę zdobyli krzyżowcy. Pomyłkowo zidentyfikowali oni to miejsce jako biblijne miasto Emaus, miejsce gdzie zmartwychwstały Jezus ukazał się dwóm uczniom (por. Ewangelia Łukasza 24:13-35). Na wybór Kirjat Je’arim wpłynął łaciński przekład Biblii jakim posługiwali się krzyżowcy. Podaje on odległość 60 stadiów (11,5 km) z Jerozolimy do Emaus, co doskonale odpowiadało położeniu tejże osady. Krzyżowcy wznieśli tutaj zamek Fontenoide, a w 1142 roku wybudowali kościół (na miejscu rzymskiego rezerwuaru wody) wzorowany na Kościele Najświętszej Maryi Panny „Niemieckiej” w Jerozolimie. Po upadku Królestwa Jerozolimskiego osada straciła na znaczeniu. Ruch handlowy między wybrzeżem a Jerozolimą odbywał się już drogą położoną bardziej na północ i pielgrzymi zaczęli wskazywać nowe miejsce położenia domniemanego Emaus, Al-Kubajba (również położone ok. 60 stadiów od Jerozolimy). Dlatego w 1187 roku krzyżowcy porzucili Kirjat Je’arim.
Po podboju arabskim zmieniono nazwę wioski na Karjat al-Inab (pol. Miasto Winogron). W latach 1350–1400 władcy (mamelucy) urządzili tutaj postój dla karawan dobudowując do budynku kościoła nowy meczet. Około 1800 roku osiedlił się tutaj Abu Ghausz, nazywany „szejkiem z Hidżazu”. Władze osmańskie przyznały mu prawo ochrony pielgrzymów podróżujących drogą z równiny nadmorskiej do Jerozolimy. W zamian za swoje usługi pobierał on opłaty, które stały się fundamentem zgromadzonej przez niego fortuny. W XVIII i XIX wieku rodzina Abu Ghausza wykupiła znaczne obszary ziemi w okolicach Jerozolimy. To właśnie od niego miasteczko przyjęło swoją nazwę, a obecni arabscy mieszkańcy Abu Ghausz uważają siebie za jego potomków.
W 1906 roku dawny kościół krzyżowców stał się siedzibą opactwa benedyktynów. W 1914 roku Żydowski Fundusz Narodowy zakupił od arabskich rolników obszar ziemi położony na północny wschód od Abu Gosz. Jednak wybuch I wojny światowej opóźnił przybycie żydowskich osadników, z których pierwsi pojawili się w 1920 roku i założyli osadę Kirjat Anawim. Arabscy mieszkańcy Abu Ghausz utrzymywali dobre stosunki z okolicznymi żydowskimi osiedlami i nie wzięli udziału w wojnie domowej w Mandacie Palestyny (1947-1948). Podczas I wojny izraelsko-arabskiej w 1948 roku Abu Gosz była jedyną arabską wioską, która zachowała neutralność w okresie walk o strategiczną drogę prowadzącą z wybrzeża do Jerozolimy. W 1992 roku wieś otrzymała status samorządu lokalnego.

## Zabytki
W zachodniej części miejscowości, na szczycie wzgórza Dajr al-Azhar, znajduje się opactwo benedyktyńskie w Abu Ghausz z sanktuarium Notre-Dame de l’Arche d’Alliance (Naszej Pani Arki Przymierza), które zostało wybudowane w latach 1900-1924 na miejscu klasztoru, założonego podczas wypraw krzyżowych w 1143 dla zakonu szpitalników, w miejscu utożsamianym z biblijnym Emaus. Po 1187 klasztor popadł w ruinę, a reaktywowano go dopiero na początku XX wieku. Na szczycie odbudowanego kościoła umieszczono figurę Matki Bożej.

## Demografia
Zgodnie z danymi Izraelskiego Centrum Danych Statystycznych w 2008 roku w mieście żyło 6,0 tys. mieszkańców.
Populacja miasta pod względem wieku:
| Wiek (w latach) | Procent populacji w % |
| --------------- | --------------------- |
| 0-4             | 12,8%                 |
| 5-9             | 12,5%                 |
| 10-14           | 11,2%                 |
| 15-19           | 9,2%                  |
| 20-29           | 15,4%                 |
| 30-44           | 20,0%                 |
| 45-59           | 12,5%                 |
| ponad 60        | 6,3%                  |

Źródło danych: Central Bureau of Statistics.
Miasteczko jest znane z bardzo dobrej koegzystencji mieszkańców arabskiego i żydowskiego pochodzenia. Często stawiane jest za wzór współpracy między dwoma narodami i religiami. W armii izraelskiej istnieje nawet specjalny oddział rekrutujący się spośród muzułmańskich mieszkańców tej miejscowości (ok. 20-30 regularnych żołnierzy oraz 60 płatnych ochotników pracujących dla wojska w Abu Gosz).

## Kultura
Abu Ghausz jest gościem cyklicznego festiwalu muzycznego odbywającego się dwa razy w roku (w maju w czasie świąt Szavuot – święto pierwszych owoców – oraz w październiku w czasie świąt Sukkot – święto namiotów).

## Komunikacja
Przez miejscowość przebiega droga nr 425, którą jadąc na południowy wschód dojeżdża się do węzła drogowego z autostradą nr 1, natomiast jadąc na południowy zachód dojeżdża się do miasteczka Kirjat Je’arim i drugiego wjazdu na autostradę nr 1. Natomiast lokalną drogą kierującą się na północ można dojechać do kibucu Ma’ale ha-Chamisza.